# Белохвостый песочник
Белохвостый песочник (лат. Calidris temminckii) — кулик, размером с воробья птица из семейства бекасовых. Среди группы мелких песочников, куда помимо белохвостого также относят кулика-воробья, песочника-красношейку, перепончатопалого и малого песочников, это наиболее узнаваемый вид — по внешнему виду его можно спутать разве что с куликом-воробьём, с которым его объединяют схожий образ жизни. Населяет зоны тундры и лесотундры Евразии, в небольшом количестве гнездится также в полосе северной тайги Скандинавии и на севере Шотландии. Населяемые биотопы — берега водоёмов и оврагов, поросшие травой. Зимует в условиях тёплого умеренного и тропического климата на юге Европы, в Африке и южной Азии. На пролёте встречается в различных местах в глубине материка, в том числе широко на территории России. Образует небольшие стаи, обычно состоящие из 6—12 особей одного вида.
Одна из особенностей кулика — брачное поведение самок, получившее название «сдвоенное гнездование», при котором самка поочерёдно спаривается с двумя самцами. Первоначальная кладка достаётся первому самцу, который в дальнейшем насиживает и ухаживает за потомством. Заботу о второй кладке самка берёт на себя. Гнездится с конца мая по начало июля, в кладке 4 яйца различных оттенков с размытыми пятнами. Питается беспозвоночными, которых находит на поверхности земли и воды, или в толще прибрежной грязи.
Своё научное (а также на нескольких европейский языках) название птица получила в честь голландского орнитолога и автора книг Конрада Темминка.

## Описание

### Внешний вид
Мелкий песочник размером примерно с воробья. Длина птицы 12—14 см, размах крыльев 28—32 см, масса 19—30 г. Среди близких видов наибольшее сходство имеет с таким же мелким куликом-воробьём, отличается от него более вытянутым телосложением (за счёт более длинного хвоста, выступающего за обрез сложенных крыльев), короткими ногами и тонким, слегка загнутым вниз клювом.

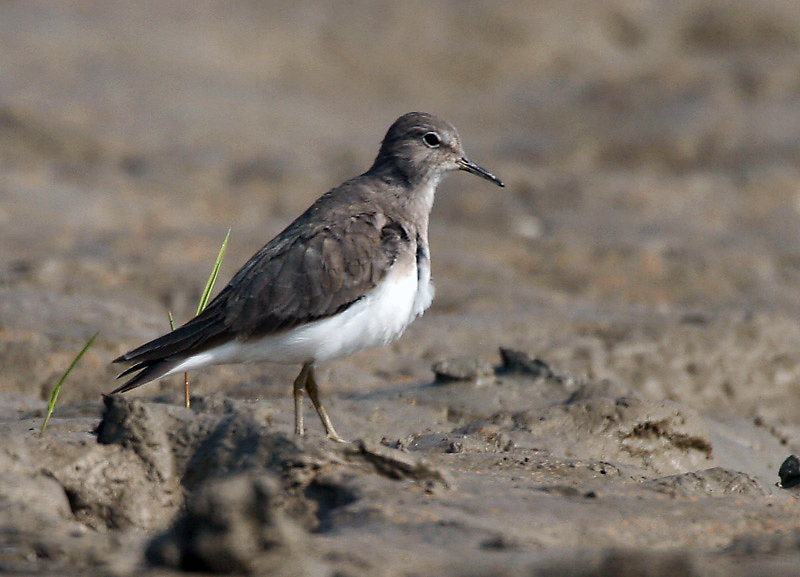
В зимнем наряде

Окрас оперения имеет лишь сезонные и возрастные различия, самцы и самки внешне друг от друга не отличаются. В летнем пере верх кулика со стороны выглядит буровато-серым (у кулика-воробья преобладают рыжие тона), в котором при ближайшем рассмотрении можно различить чёрные и тёмно-бурые пестрины, расположенные неравномерно по всей спине. Грудь светло-бурая с тёмными продольными штрихами, брюхо и подхвостье белые. Маховые бурые, по верху крыла хорошо заметна узкая, но чёткая белая полоса. Испод крыла белый. Края надхвостья и крайняя пара рулевых также чисто-белые. Вторая и третья пары рулевых также белые, но уже с лёгким сероватым оттенком. Благодаря большому количеству белого на хвосте (у кулика-воробья рулевые светло-бурые) птица приобрела своё русскоязычное название. Ноги зеленовато- либо желтовато-серые, хорошо отличаются от полностью тёмных ног кулика-воробья.
Линька, во время которой происходит смена летнего наряда на зимний, начинается ещё на гнездовьях, а заканчивается уже в местах зимовок. С этого времени птица становится больше похожей на миниатюрного перевозчика, с которым его объединяют схожие силуэт, однообразный буровато-дымчатый верх и хорошо обозначенная белая грудь. Ещё большее сходство, чем летом, отмечено между песочником и куликом-воробьём — помимо схожего, но всё же без буроватых оттенков, окраса оперения последний выглядит более худым и длинным, чем летом. Основное отличие белохвостого песочника в этот период — такие же, как и летом, желтоватые или зеленоватые ноги и отсутствие чёткого V-образного рисунка на спине и крыльях (такой рисунок у кулика-воробья образуется за счёт светлых вершин перьев). К тому же, у кулика-воробья над глазом имеется хорошо заметная белая полоса, а у песочника голова окрашена монотонно. Молодые птицы похожи на взрослых зимой, но в целом выглядят несколько темнее.

### Голос
Брачная песня самца — негромкая серебристая трель или писклявое верещание, передаваемая как «трьрьрьрь…» и чем-то напоминающая стрекотание сверчка. Чаще всего она повторяется по многу раз при различной тональности и в целом определённой длительности не имеет. Как правило, песня исполняется в трепещущем полёте, в котором кулик как бы зависает на одном месте, чаще всего на высоте несколько метров от земли. Реже поющий кулик сидит на каком-либо возвышении либо возбуждённо бегает по земле. Во всех случаях птица держит крылья поднятыми высоко над спиной. Бывает, что в одном месте одновременно поют сразу несколько самцов, не обращая внимания друг на друга. Токовая трель звучит в промежутке между 4 и 24 часами, но особенно интенсивно с 8 до 20 часов. При общении или испуге птицы издают аналогичный крик, однако более короткий.

## Распространение

### Гнездовой ареал

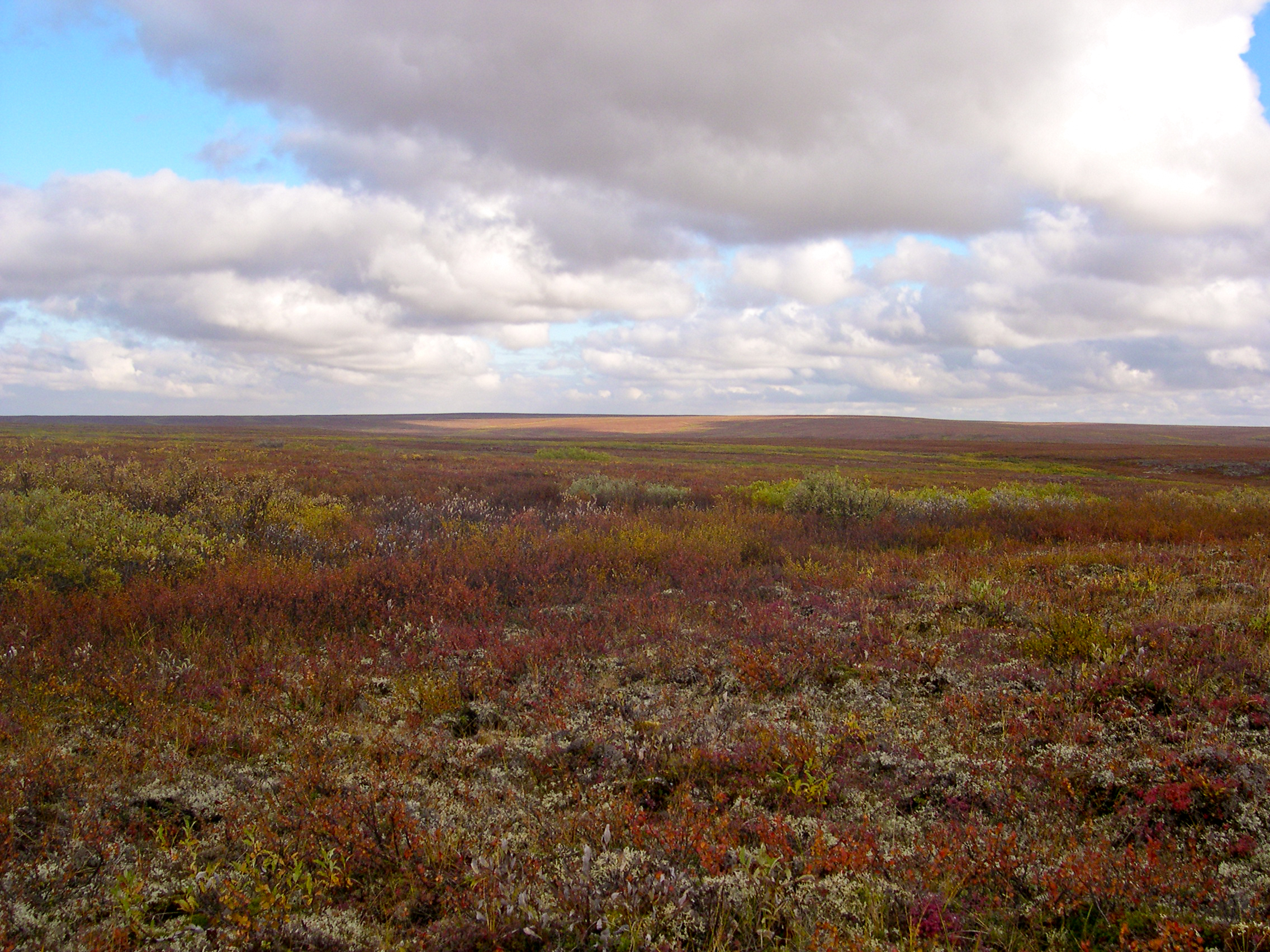
Большеземельская тундра — типичная область обитания белохвостого песочника в гнездовой период

Гнездится на севере Евразии, главным образом от Скандинавии к востоку до Чукотки, Анадыря и Камчатки, при этом более 93 % популяции приходится на территорию России. Населяет преимущественно типичные и кустарниковые тундры, в меньшей степени арктическую тундру и некоторые острова Северного Ледовитого океана (в частности, известны поселения на островах Колгуев, Вайгач, Долгий и Большой Ляховский), а также влажные припойменные участки лесотундры. На Таймыре, по всей видимости, отсутствует севернее 74° с. ш., на Чукотке граница ареала уходит к югу и вдоль побережья Берингова моря опускается до залива Корфа на Камчатке. В Скандинавии песочник выходит за пределы лесотундры, проникая в зону тайги к югу до 63-й параллели. Вне пределов описываемого региона крохотная популяция отмечена на севере Шотландии в районе Каледонского леса.

### Миграции

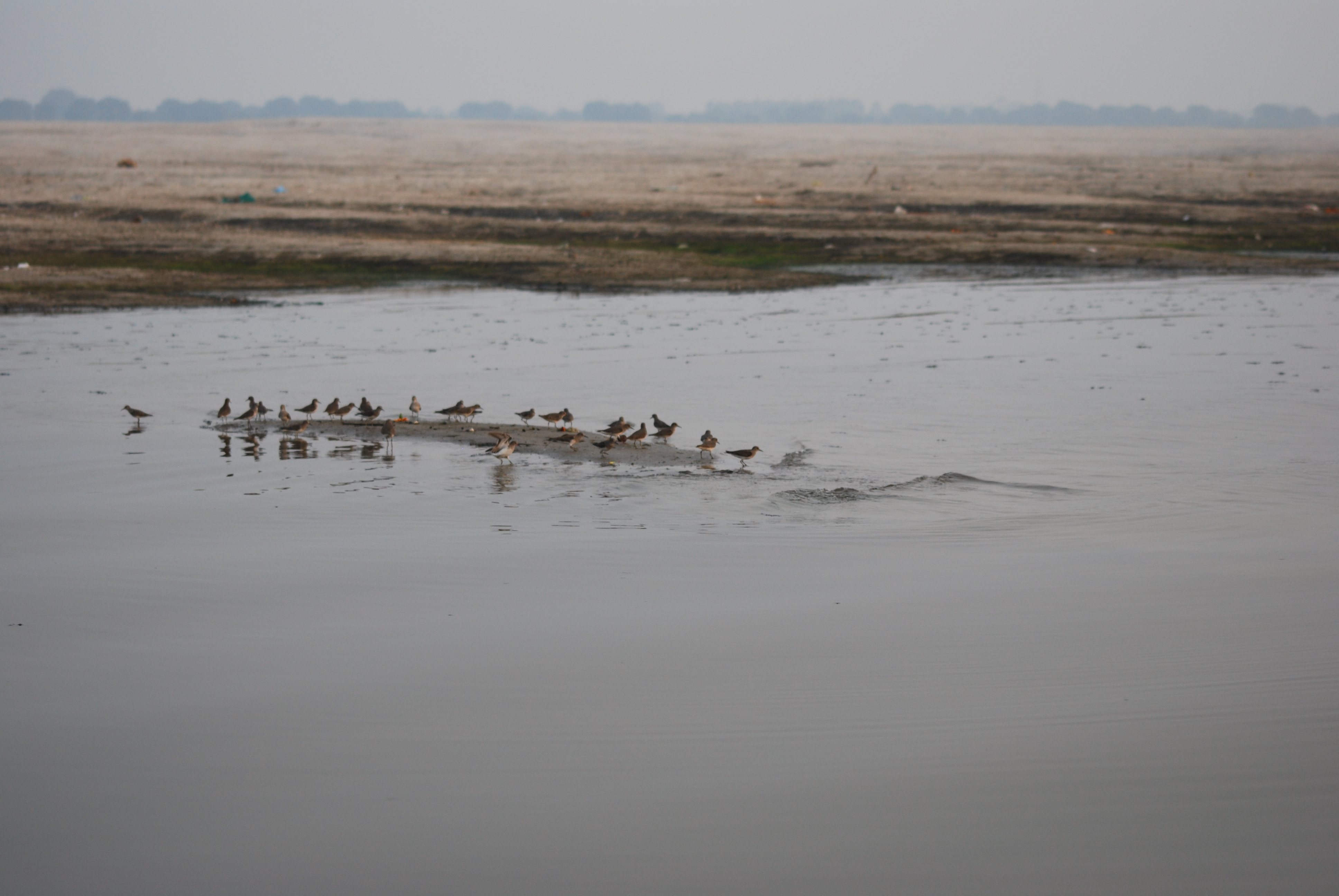
Песочники, зимующие на реке Ганг в Индии

Типичная перелётная птица, зимует в тёплом умеренном и тропическом климате Южной Европы, Африки, Южной и Юго-Восточной Азии. Полагают, что из Скандинавии, Финляндии и с Кольского полуострова песочники мигрируют через Западную Европу в южном и юго-западном направлении — большей частью в Западную Африку южнее Сахары, но также в небольшом количестве в страны Средиземноморья — Испанию, Францию, Италию, Албанию, Грецию, Тунис и Ливию. В Западной Африке наиболее важные места зимовок — заболоченные земли в Нигере и Нигерии, а также побережье Либерии. Птицы, гнездящиеся на северо-востоке Европы и в части Западной Сибири, по всей вероятности, следуют в Северо-Восточную и Восточную Африку, по пути делая остановки на отдых в районах, примыкающих к Чёрному и Каспийскому морям. Массовые скопления песочников на этом направлении отмечены к югу до Кении, Бурунди и Замбии, и лишь отдельные особи достигают Южной Африки. Важные районы стоянок отмечены в Эфиопии (озеро Абиджата) и Кении (окрестности озера Накуру). Более восточные популяции зимуют в Южной и Юго-Восточной Азии — на побережьях Персидского залива, Индии, юго-востоке Китая (провинции Гуандун и Фуцзянь), Индостане и острове Калимантан.
В отличие от кулика-воробья, который на пролёте образует большие стаи и держится вдоль морских побережий, белохвостый песочник, как правило, избегает прибрежных районов, весной и осенью летит широким фронтом в одиночку либо стайками по 2—5 особей. Тем не менее, в излюбленных местах остановок в Центральной Европе известны случаи массового скопления до 150—200 особей. Известно, что белохвостые песочники наряду с некоторыми другими видами птиц во время миграции пересекают Гималайские горы на высоте около 6000 м над уровнем моря. Птицы, гнездящиеся в западной части ареала, покидают гнездовья в середине июля — второй половине августа. Возврат на гнездовые участки — в конце мая — начале июня.

### Места обитания

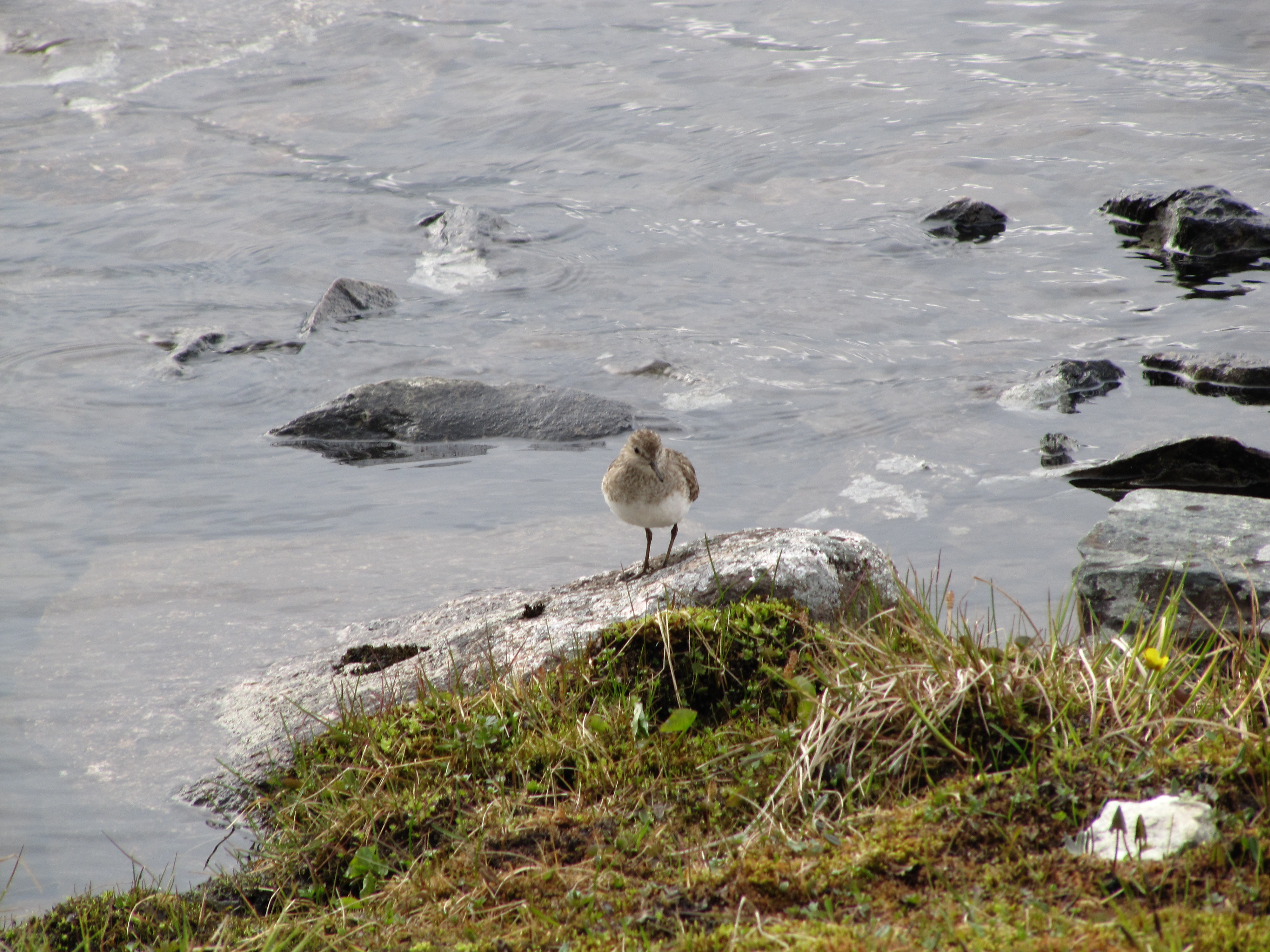
Песочник обычно выбирает места с невысокой и редкой травой

Места обитания в гнездовой период — берега рек и ручьёв с берегами, поросшими негустой травой и редкими кустарниками, зарастающие отмели, склоны оврагов и побережий, мерзлотные ямы и промоины. Если кулик-воробей обычно кормится на голых илистых участках водоёмов, то белохвостый песочник, как правило, выбирает места, поросшие редкой травой. Встречается как во влажных, так и на сухих участках, однако предпочтение отдаётся местам с валунами, строениями и другими возвышенностями, удобным для брачной песни. Часто встречается возле заливов, фьордов, в дельтах, где высота над уровнем моря не превышает 250 м, однако часто избегает особенно суровых климатических условий прибрежной полосы крайнего севера. В глубине материка гнездится на высоте до 1200 м от уровня моря. Не боится человека и нередко селится в посёлках и на их окраинах. На большей части ареала обычный, но немногочисленный вид, за исключением его периферии, где встречается редко. На пролёте и в местах зимнего скопления держится на берегах различных пресноводных водоёмов, временных разливах, заливных полях, отстойниках сточных вод, заболоченных территориях с более-менее густой растительностью, оврагах. На морских побережьях придерживается илистых участков в закрытых бухтах, эстуариев и маршей, избегая открытых песчаных пляжей.

## Питание
Питается насекомыми и их личинками (комарами, мухами, жуками(в частности, плавунцами), червями, моллюсками и другими мелкими беспозвоночными. В поисках корма неторопливо передвигается по вязкому грунту — проталинам, высыхающим лужам, по илистым берегам водоёмов. Добычу высматривает либо пытается нащупать с помощью клюва, погружённого в грязь; приметив жертву, быстрым движением хватает её. Иногда заходит по брюшко в воду и ловит добычу, плавающую на её поверхности, однако никогда не кормится в толще воды.

## Размножение
Среди всех куликов белохвостые песочники прибывают к местам гнездовий одними из последних — в конце мая либо начале июня. Прилетают поодиночке и группами по 12—30, чаще 4—6 птиц. Токовое поведение самцов, которое заключается в характерном только для вида порхании и пении, начинается ещё на пролёте, однако наибольшей интенсивности достигает уже на местах. На гнездовьях происходит и формирование пар. Возбуждённый кулик чаще, чем обычно, взлетает, в воздухе быстро трепещет поднятыми крыльями, не опуская их ниже плоскости тела. Во время брачного полёта он зависает на одном месте либо скользит книзу на небольшое расстояние, часто присаживается на кустики, кочки или другие возвышения. Во время такого полёта кулик издаёт трель, описанную выше.

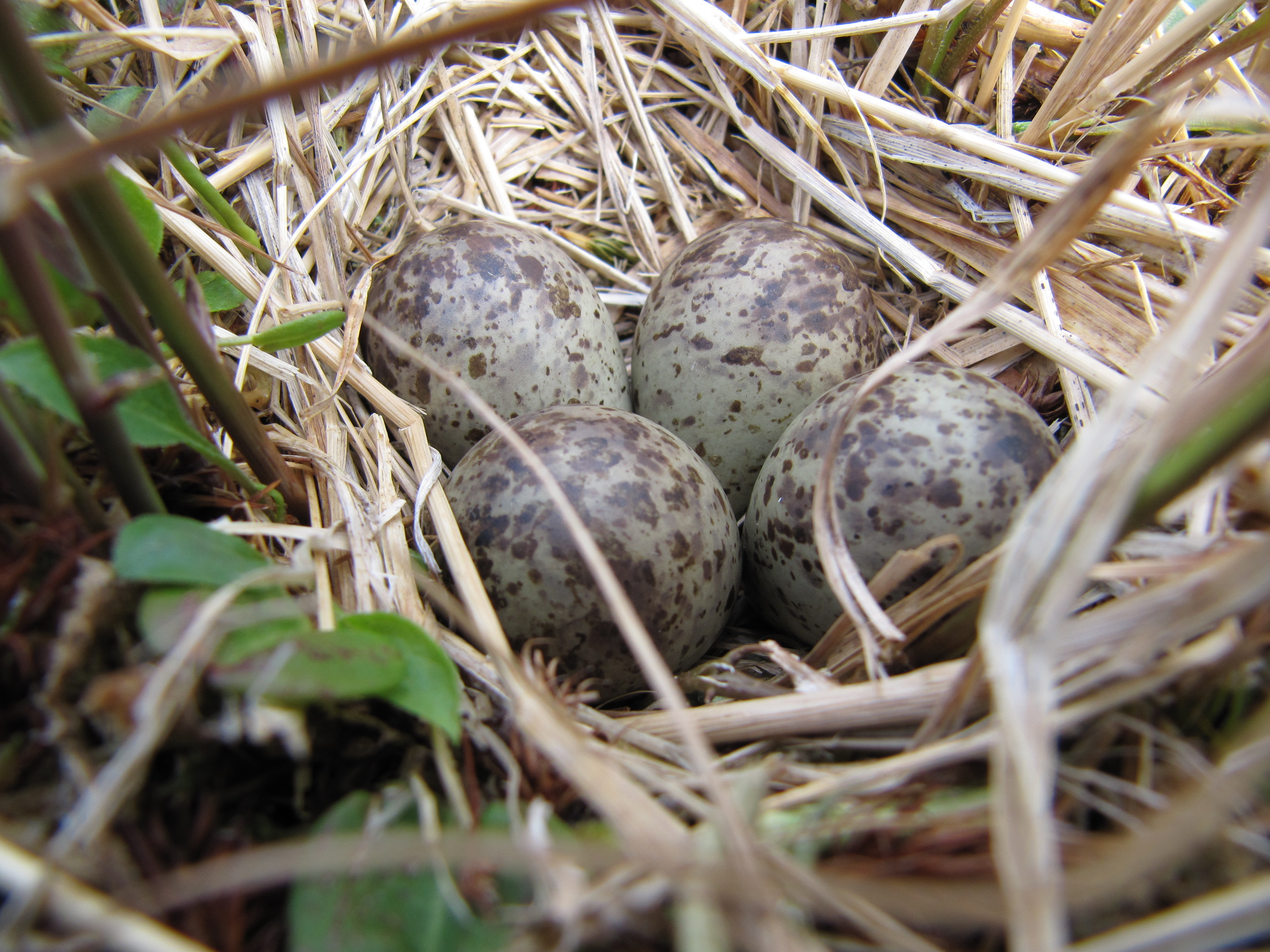
Гнездо с кладкой из 4 яиц

По наблюдениям в Большеземельской тундре, устройство гнёзд и откладка яиц по времени совпадает с появлением свежей травы и листьев на берёзе карликовой и иве полярной. Как и для кулика-воробья, для белохвостого песочника характерно так называемое «сдвоенное гнездование», при котором самка первоначально откладывает яйца в одно гнездо и оставляет их на попечение самца, после чего спаривается с другим самцом и самостоятельно насиживает вторую кладку. В то же время, бывает и одно гнездо на двоих. Перед началом откладки самка устраивает от двух до шести гнёзд — ямок, выстланных слоем сухих стеблей осоки и листьев кустарников. Чаще всего растительности в подстилке немного, но иногда переплетённые стебли трав образуют чашу с толщиной стенок до 1,5 см. Как правило, гнёзда укрыты в тени куста ивы высотой до 1 м, между камнями или хотя бы под осоковой кочкой, но встречаются и полностью открытые. Размеры гнезда: диаметр 85—110 мм, диаметр лотка 60—75 мм, глубина лотка 30—45 мм. По окончании строительства самка откладывает яйца по одному в сутки или двое — либо в одно из построенных гнёзд, либо поочерёдно в два. Бывает, что в половодье первоначальная кладка погибает, и тогда самка откладывает повторно, но уже 3 яйца.
В кладке, как правило, 4 яйца. Их окраска варьирует: различные авторы описывают варианты основного фона как серовато-зелёный, буровато-жёлтый, зеленовато-коричневый, зелёный, светло-коричневый, охристый и палевый. Поверх основного фона по всей поверхности более или менее равномерно разбросаны размытые пятна коричневого, бурого или фиолетового цвета, а также тёмно-коричневый крап. Размеры яиц: (25—31) х (19—22) мм. Насиживание длится 20—22 дней. Большинство наседок ведут себя осторожно, при приближении хищника или человека часто незаметно покидают гнездо и улетают прочь, подолгу не возвращаясь. Некоторые ближе к концу инкубации неохотно покидают кладку и подпускают на близкое расстояние; при непосредственной опасности отползают, отвлекая на себя внимание — трепыхаются, пищат и хлопают крыльями, затем незаметно убегают по-мышиному(«отвод» — поведение, характерное для всех куликов). Птенцы появляются на свет в течение суток и, едва обсохнув, навсегда покидают гнездо; на всём протяжении ареала массовый вывод птенцов начинается первой декаде июля. Несмотря на то, что птенцы с момента рождения покрыты желтоватым пухом, они всё же нуждаются в частом обогревании родителями. Ухаживают за потомством оба родителя, в случае раздельной кладки каждый из них водит свой выводок. Начиная с конца июля, выводки постепенно откочёвывают по направлению к морскому побережью. В возрасте 15—18 дней птенцы становятся на крыло, после чего выводки распадаются. Ко времени появления слётков в конце июля — начале августа часть взрослых птиц уже покидает гнездовья и отправляется на зимовку. Молодые птицы покидают родину к концу августа — началу сентября. Максимальный возраст птиц, 12 лет и 11 месяцев, был зарегистрирован в Финляндии.

## Враги
В гнездовой период наибольший урон кладкам создают собаки, сопровождающие стада северных оленей. Среди хищников, разоряющих гнёзда — поморники.
Они же, а также дербник и сапсан, оходятся на взрослых птиц.